# Атом Мошинского
Атом Мошинского — двухэлектронная задача, допускающая точное решение. Представляет собой электроны, движущиеся в гармоническом потенциале ядра при гармоническом взаимодействии между ними. Рассмотрен мексиканским физиком М. Мошинским.

## Определение
В атомных единицах (постоянная Планка {\displaystyle \hbar =1}, масса {\displaystyle m=1} и частота основного осциллятора {\displaystyle \omega =1}) гамильтониан, определяющий атом Мошинского, запишется в виде
{\displaystyle {\hat {H}}={\frac {1}{2}}(\mathbf {p} _{1}^{2}+\mathbf {r} _{1}^{2})+{\frac {1}{2}}(\mathbf {p} _{2}^{2}+\mathbf {r} _{2}^{2})+{\frac {\kappa }{2}}(\mathbf {r} _{1}-\mathbf {r} _{2})^{2},}
где, p1, p2, r1, r2 — операторы импульса и координаты для частиц с индексом 1 и 2. Первые два слагаемых представляют собой операторы кинетической и потенциальной энергии для каждого электрона, а третье слагаемое — это гармонический электрон-электронный потенциал с коэффициентом взаимодействия κ.

## Решение
Энергия основного состояния равна
{\displaystyle E={\frac {3}{2}}\left(1+{\sqrt {1+2\kappa }}\right),}
а волновая функция
{\displaystyle \psi (\mathbf {r} _{1},\mathbf {r} _{2})={\frac {(2\kappa +1)^{3/8}}{\sqrt {\pi ^{3}}}}\exp \left(-{\frac {1}{4}}\left((\mathbf {r} _{1}+\mathbf {r} _{2})^{2}+{\sqrt {2\kappa +1}}(\mathbf {r} _{1}-\mathbf {r} _{2})^{2}\right)\right).}